# Илловски, Рудольф
Ру́дольф И́лловски (венг. Illovszky Rudolf; 21 февраля 1922, Будапешт — 23 сентября 2008, Будапешт) — венгерский футболист, игравший на позиции нападающего. По завершении игровой карьеры — футбольный тренер.
Выступал за клуб «Вашаш» (домашний стадион которого с 2002 года носит его имя), а также национальную сборную Венгрии.

## Клубная карьера
После завершения школы пошел работать монтажником в шиномантаж. Параллельно с работой в 1933 году начал заниматься футболом в молодежной школе столичного клуюа МТК, в 1941 году перешел в во взрослую команду клуба «Вашаш», в составе которого провел всю свою клубную карьеру (до 1955 года). Всего в составе «Вашаша» сыграл 270 официальных матчей, в которых отметился 87-ю забитыми мячами. В составе «Вашаша» был одним из главных бомбардиров команды, имея среднюю результативность на уровне 0,35 гола за игру в чемпионате.

## Выступления за сборную
В 1945 году дебютировал в официальных матчах в составе национальной сборной Венгрии в Австрии против сборной Болгарии, а последний матч провел против Албании. В течение карьеры в национальной команде, которая длилась 4 года, провел в форме главной команды страны лишь 3 матча.

## Карьера тренера
Еще будучи игроком команды начал тренировать детей и подростков, а в 1957 году, получив тренерскую лицензию, завершил карьеру игрока и возглавил тренерский штаб клуба «Вашаш». На этой должности он заменил Байоти Лайошта, который перешел на должность начальника команды. Период пребывания на посту главного тренера клуба Рудольфа Илловски стал самым успешным в истории клуба, команда несколько раз становилась победительницей национального чемпионата.
С 1963 по 1966 год работал главным тренером сборной Венгрии, а в 1965 году на короткое время снова вернулся на должность главного тренера «Вашаша». С 1966 по 1967 годы снова тренировал национальную сборную, но был отправлен в отставку. С 1967 по 1969 годы вновь тренировал «Вашаш». В 1970 году впервые выехал за границу и возглавил греческий «Пиерикос». В 1971 году вновь возглавил национальную сборную. Под его руководством на Летних Олимпийских играх 1972 года привел сборную к серебряным наградам футбольного турнира. В этом же году вывел сборную Венгрии в 1/2 финала чемпионата Европы, в итоге сборная заняла 4-е место. В 1974 году вернулся в «Вашаш», которым руководил до 1977 года. С 1978 по 1979 годы работал в австрийском клубе «Адмира Вакер».
В 1983 году возглавил молодежную академию клуба «Вашаш», но уже в 1984 году вновь работал главным тренером (до 1986 года) главной команды клуба. В это время под его руководством команда стала обладателем Кубка Венгерской Народной Республики. На некоторое время вышел из профессии, и снова к ней вернулся в 1995 году, для того что бы спасти «Вашаш» от вылета в низший дивизион. Позже занимал должность технического директора «Вашашу» и входил в руководство клуба.
В 2007 и 2008 годах из-за проблем с сердцем его неоднократно госпитализировали. Тем не менее, он все равно очень часто приходил на домашние матчи родного клуба. Умер на рассвете 23 сентября 2008 года на 87-м году жизни в отделении интенсивной терапии больницы в городе Будапешт.

## Достижения

### Как игрока
Вашаш
- Кубок Венгрии:
  - Обладатель: 1955

- Кубок Митропы:
  - Обладатель: 1956

### Как тренера
Вашаш
- Чемпионат Венгрии
  - Чемпион (4): 1961, 1962, 1965, 1977

- Кубок Венгрии:
  - Обладатель: 1986

- Кубок Митропы:
  - Обладатель (3): 1960, 1962, 1965

Венгрия
- призер Летних Олимпийских игр: 1972

### Личные награды
- Приз Белы Бая: 2002

## Статистика выступлений в сборной
| Матчи и голы Рудольфа Илловски за сборную Венгрии | Матчи и голы Рудольфа Илловски за сборную Венгрии | Матчи и голы Рудольфа Илловски за сборную Венгрии | Матчи и голы Рудольфа Илловски за сборную Венгрии | Матчи и голы Рудольфа Илловски за сборную Венгрии | Матчи и голы Рудольфа Илловски за сборную Венгрии | Матчи и голы Рудольфа Илловски за сборную Венгрии |
| #                                                 | Дата                                              | Стадион                                           | Соперник                                          | Счет                                              | Голы                                              | Турнир                                            |
| 1945                                              | 1945                                              | 1945                                              | 1945                                              | 1945                                              | 1945                                              | 1945                                              |
| ------------------------------------------------- | ------------------------------------------------- | ------------------------------------------------- | ------------------------------------------------- | ------------------------------------------------- | ------------------------------------------------- | ------------------------------------------------- |
| 1.                                                | 19.08.1945                                        | Будапешт, Венгрия                                 | Австрия                                           | 2:0                                               | 0                                                 | товарищеский                                      |
| 1947                                              |                                                   |                                                   |                                                   |                                                   |                                                   |                                                   |
| 2.                                                | 17.08.1947                                        | Будапешт, Венгрия                                 | Болгария                                          | 9:0                                               | 0                                                 | Балканский кубок 1947                             |
| 1945                                              |                                                   |                                                   |                                                   |                                                   |                                                   |                                                   |
| 3.                                                | 23.05.1948                                        | Тирана, Албания                                   | Албания                                           | 0:0                                               | 0                                                 | Балканский кубок 1948                             |

## Личная жизнь
В 1946 году он женился, имел двух детей. Его сын Георгий (1950—2007) также был спортсменом, но в 1964 году попал в серьёзную аварию и из-за полученных в ней травм ушёл из спорта.